# 秋之回憶：從今以後
《秋之回憶：從今以後》是日本遊戲廠商KID公司於2004年6月24日由在PS2平台上發售的戀愛冒險遊戲（限定15歲以上對象）。該作品是秋之回憶系列的第四代作品（同時也爭議為三代）。同年10月14日發售Windows版。2006年3月23日發售該作的後續作品秋之回憶：從今以後again。

## 故事简介
這是高中時期的最後一場情人節，對本作的男主角鷺澤一蹴和已經與他相戀快三年了的陵祈來講，都有著非凡的意義。
但是，一蹴沒想到，自己的女友居然會提前問自己要鈕扣…而且情緒有些不穩定…
更讓自己費解的是，在情人節那天，在那個破舊待修的教堂內，她居然說「從一開始就不怎麼喜歡你…」要說真就這樣分手的話也太令人難以相信…

## 登場人物
鷺澤一蹴（聲：小野大輔(廣播劇&OVA)）
本遊戲的男主角、第一人稱視角，18歲，浜咲學園三年級學生，因為對報考高等院校沒有什麼渴望而讓班導師很是失望。
雖身為鷺澤家的養子，卻一直被鷺澤夫婦當作親生長子疼愛著，而他自己對此卻還沒有足夠的認識。
自高一起被陵祈告白之後便一直交往到現在，聽到祈的琴聲總會睡著。
有喜歡玩弄女友頭髮的癖好。
陵祈（聲：小林沙苗）
本遊戲的女主角，一蹴的女友，18歲，浜咲學園三年級學生，但最近突然和一蹴提出分手。
對掃晴娘許了「希望可以繼續下雨」的願望，手很巧，對料理跟猜謎也十分有興趣。
特別能睡懶覺，有時能睡上十三個小時。
之前曾聽了白河螢學姊那擁有陳情之力的鋼琴演奏，於是便渴望擁有這種能力，進而決定學習鋼琴至今，卻又突然放棄。
藤原雅（聲：嘉數由美）
一蹴的同班同學、浜咲現任學生會長，因為出身世家所以擁有很多特長，在薙刀部內實力最強，卻退部了。
因為不希望被老當家母(自己的祖母)強行安排婚姻的緣故，即使是沒有要求到校的日子也仍舊來學校。
看似平日寡言少語、經常坐在教室一角沉思的她，卻又不完全是一副厭世的態度。
因為不太喜歡與人交流，故而在長刀部被木瀨步誤會，以至於二人開始交惡。
非常喜歡吃甜點，且對甜點相當挑剔…不過對「NARAZU~YA」出售的甜點的接受度非常高。
花祭果凜（聲：榎本溫子）
能讓人第一眼看上去平易近人、一身淑女氣質、卻很難被看出天真內心的富家少女。
於浜咲學園畢業，在青峯大學就讀，同時也是模特兒，和黑須彼方以及小野的關係很要好。
經常和彼方去小野和一蹴打工的餐館「NARAZU~YA」閒坐一下，但是最近開始好像在館內出現的次數日益頻繁的樣子。
野乃原葉夜（聲：古山貴實子）
「NARAZU~YA」的服務生，暱稱「小野（のむ）」或「阿野（のんちゃん）」，和果凜、彼方是大學同學。
經常和身邊的人提及「秘密」有關的話題，但是卻故意以「秘密」為理由賣關子。
擁有「小野空想世界」，看似是一環扣一環的空想扯屁話題（涉嫌超哲學領域），卻又似乎暗藏常人無法察覺到的玄機。
和花祭果凜家裡面的少管家「爺」好像有一些過往。
父親十年前車禍過逝，同時在車上的她也有受傷…
但是她不承認父親的亡故，所以經常以「秘密」為藉口而每天晚上到醫院門口「等父親下班」。
自己因為讀了父親書房內成堆的哲學相關的書籍，所以才養成了獨特的思考方式。
每天見到別人都是一副笑臉，也是她父親生前教導她所致。
鷺澤緣（聲：石原繪理子）
綽號「無尾熊」，一蹴的妹妹，並不知道自己和一蹴沒有血緣關係，經常黏著一蹴。
頭腦清晰、成績優秀、喜歡耍寶，和自己的愛貓「梅莉莎」關係很好，喜歡收集和貓咪有關的商品。
曾經多次嘗試自己親自下廚，卻每次都是把廚房搞得一團糟。
紗代玲（聲：小林由美子）
本名力丸紗代里，緣的同班同學與好友，藤原雅的學妹，出生於一個販魚的家庭。
因為身材看上去十分墩實，講話十分爺氣，加上自己那非常男人氣質的姓氏……
於是，一心想成為「女人中的女人」的她，只希望別人稱它為紗代玲，很少對他人提起自己的姓氏（對外保密）。
對稻穗信鍾情已久，不過好像還沒有告白的樣子。
木瀨 步（聲：白石涼子）
和藤原雅、紗代玲同屬薙刀部。部內實力排行僅次於藤原雅，擁有一口純正的關西腔。
在對藤原雅有偏見的基礎上，對藤原雅有著很深的不屑感。
家裡好像有很多弟弟妹妹需要自己照顧的樣子，以至於假期的可用空閒時間並不多。
稻穗信（聲：間島淳司）
自稱「自由人」，實際上是櫻峰「RESSAC」連鎖餐館的得力領班，現在跟一蹴一起住在日暮莊。1月4日生。
人脈關係很廣，最起碼在本作當中出場的大部分人貌似都認識，經常替自己的朋友們出主意、排憂解難。
擁有可以一眼看出一個人感情狀況的能力，因此讓感情不順的一蹴很是缺乏安全感。
擁有一隻叫做「TOMOYA」的養犬，經常對自己的愛犬被一蹴稱作「正午」而感到不悅。
似乎很喜歡去印度一帶旅遊的樣子……
黑須彼方（聲：村田步）
想君：秋之回憶的女主角之一，10月28日生。
和花祭果凜供職於同一家事務所，身為模特的她最近貌似小有成就的樣子，喜歡開著跑車兜風。
經常開自己身邊的人的玩笑（能力不及稻穗信），以至於被白河螢認為自己的性取向出了問題。
人脈關係很廣，最起碼在本作當中出場的大部分人貌似都認識。
白河螢（聲：水樹奈奈）
秋之回憶2的女主角之一，9月25日生，高三沒唸完便轉學到歐洲某所音樂學校，目前趁假期回國探親。
和伊波健（二代的男主角）的戀愛關係已經持續多年，經常在自己的後輩面前炫耀自己和伊波健是怎麼互相恩愛的。
是陵祈的學姊兼鋼琴老師，對最近情緒突然變垮的陵祈很是擔心，卻死活問不出原因究竟出自在哪裡。
認為黑須彼方對自己圖謀龍陽之好、斷袖之癖，於是對彼方感到十分恐懼，恐避之而不及，只得求助自己的姊姊。
白河靜流（聲：菊池志穗）
白河螢的親姊姊，秋之回憶2的女主角之一，6月30日生。
從小就開始練鋼琴，但是上中學的時候突然放棄，之後改行研究甜點，並且有了深藏不露的造詣（實際功力比眾所週知的要高出很多）。
CUBIC咖啡店掌門人田中一太郎薨逝之後，深知CUBIC咖啡店在她那朋友圈子當中的重要性的她並不希望這家咖啡店的點心的口味失傳……
於是，她前往「NARAZU~YA」應聘，和店長交涉一番之後，自己成為代理店長，負責了店內的大部分事務。
她不只是讓CUBIC咖啡店的點心的口味在這家店內繼續發揚光大（稻穗信一開始對此難以接受），而且她經常和身居幕後的店長共同研發新的甜點。
身懷可以力戰群雄的關節技，卻深藏不露，也只有在偶爾聚會時喝醉酒的時候才能讓同桌的酒友藉此倒楣一回。
飛田扉（聲：志倉千代丸）
從小在真午孤兒院長大時經常欺負同院的一蹴，性格有點古怪，自尊心很強，但是聲望不算低。
大概四五年前，自己駕駛機車不慎導致了車禍，導致紗代玲的父親傷重不治，自己的某一隻腳換成了義肢。
現在的他，自稱露天商人（小攤販），實際工作不明，對真午孤兒院有著特殊的情愫，能與那裡的小孩子們相處得特別融洽。
對於一蹴和陵祈有著難以解釋的憎恨。
爺（聲：森田成一）
為花祭家提供服務的少管家，擅長身兼多職，在和他人介紹自己時只說自己是梅子的兒子。
主要工作便是伺候果凜，被果凜稱作「司機＋經紀人＋保鏢＋眼線＋哥哥的替身＋聊友＋錢包拉鍊＋爺＋梅子的兒子」。
多年來一直關照著果凜的成長，深知果凜的付出和被付出，凡事出發點都是為果凜著想。
鷺沢衛（聲：間島淳司）
一蹴的養父。啤酒公司員工，本身對啤酒也有嗜好，但最近對業餘木工又有了興趣。
在公司有的位又能幹，在家中也是襯職的父親角色兼丈夫角色。
一蹴的親生父母生前和他關係不錯。
藤原美智子
藤原家的老當家母（藤原雅的祖母），腦子已經被世家門弟等習俗夾壞，為了讓整個藤原家將傳統良莠不分地繼承下來而不惜泯滅人性。

## 工作人員
- 角色設計：松尾幸洋、輿水隆之
- 音樂：阿保剛
- 編劇：
  - 林直孝：陵祈、花祭果凜、野乃原葉夜
  - 松川しゅうさく、たきもとまさし、安本亨：鷺沢緣、藤原雅（安本亨负责藤原雅线中部分甜蜜情节以及一部分共通线的内容）

## 主題曲
片頭曲
- 「それでも君を想い出すから」

作詞、作曲：志倉千代丸
編曲：磯江俊道
歌：白河螢（水樹奈奈） 　
片尾曲
- 「LOVE★微熱」

作詞、作曲：志倉千代丸
編曲：上野浩司
歌：tiaraway
- 「ヒトシズクアイ」

作詞、作曲：志倉千代丸
編曲：上野浩司
歌：村田步
- 「雨に願いを…」

作詞、作曲：高井麗
編曲：FUSE//FUNK
歌：小林沙苗
插入曲
- 「Shining Star」（秋之回憶3.5傳達祈願的時刻的片尾曲）

作詞、作曲：志倉千代丸
編曲：磯江俊道
歌：村田步

## 相關作品
DVD
- 秋之回憶3.5傳達祈願的時刻 … Vol.1
- 秋之回憶3.5傳達祈願的時刻 … Vol.2

CD
- 秋之回憶：從今以後音樂專輯
- 秋之回憶：從今以後角色單曲

1. 陵祈
2. 藤原雅
3. 野乃原葉夜
4. 花祭果凜
5. 鷺澤緣
6. 紗代玲＆木瀨步

- 秋之回憶：從今以後 Vocal collection
- 秋之回憶：從今以後 廣播劇CD

小說
- JIVE Jive character novels ISBN 4861760984（長井知佳作）
- ISBN 4757719361
- ISBN 475772005X
- ISBN 4757720580

以上為日暮茶坊所作。

## OVA
- 秋之回憶3.5 傳達祈願的時刻上卷，2004年9月23日發售
- 秋之回憶3.5 傳達祈願的時刻下卷，2004年10月20日發售

主題曲
片頭曲「Dry words Dry maker」
作詞、作曲 - 志倉千代丸 / 編曲 - 磯江俊道 / 歌 - 浅野真澄
片尾曲「Shining star」
作詞、作曲 - 志倉千代丸 / 編曲 - 磯江俊道 / 歌 - 村田あゆみ

## 背景故事 (嚴重劇透)
從前，真午孤兒院有一個小男孩，喜歡上了旁邊醫院內的一個身患重病的小女孩──莉娜，
莉娜對醫院、對即將到來的手術深感恐懼，這種恐懼跟同病房的、比自己病更重的好閨密說了也沒用…
但是，那個小男孩卻和莉娜同樣擁有著對「手術」這個概念的恐懼…
同時，他向莉娜宣稱說自己要保護她…而且還真這麼做了…
手術前的某一天晚上，莉娜被那個小男孩帶出了醫院，卻不知道下一站該怎麼走…
那個小男孩不知道，當時居然會有富家千金對他有了朦朧的好感…
而這好感卻因為那個千金看到他領著莉娜跑出醫院…而化作了醋意…
這份醋意，成為了她向大人們打小報告的動力…
於是，大人們都追來了。
這兩個孩子不知道怎麼跑，最後那個小男孩跑向路心的時候鬆開了莉娜的手，
迎接那個小男孩的，是迎面而來的車禍…
以及莉娜慘叫後昏厥倒地的身影…還有另一個小女孩的哭泣聲…
莉娜不知道，當時的她居然會被隔壁孤兒院另一個非常內向的大男孩喜歡上，
她只知道，她生命中唯一一束太陽就此消失…
於是，她失去了活下去的動力，即使是成功的手術也無法阻止她墮入輪迴。
之後，小男孩醒過來了，發現病房內不見了莉娜…
於是，小男孩開始封閉自己的內心，陷入深深的自責當中…
但是，小男孩不知道，自己所產生的希望的陽光卻有同時照亮到另一個人的生命世界…
而這個人，正是和莉娜住在同一個病房的閨密…
這個女孩決心將這個小男孩拉出黑暗，為此泯滅自己的身分頂替莉娜十年也不足惜…
於是，小男孩看到「莉娜沒死」，生活的希望重新被燃起…
再之後，小男孩出院被收養，於是和這個女孩就此分別…
這一分別，就是無數個寒暑…

## 外部連結
- 秋之回憶：從今以後官方網站，存於網際網路檔案館（日語）
- SuperLite 2000 戀愛冒險遊戲 秋之回憶：從今以後 （页面存档备份，存于）（日語）
- 秋之回憶：從今以後中文版代理商網頁介紹（繁體中文）